# Phoenix Solar
Die Phoenix Solar AG mit Sitz in Sulzemoos bei München war ein international tätiges Photovoltaik-Systemhaus. Die Gesellschaft entwickelte, plante und baute Photovoltaik-Großkraftwerke.

## Firmengeschichte
Die Phoenix Solar AG ging aus der 1994 gegründeten Phönix Solarinitiative des Bundes der Energieverbraucher e.V. hervor, wurde am 18. November 1999 gegründet und am 7. Januar 2000 ins Handelsregister eingetragen. Auf der Hauptversammlung am 25. Mai 2007 beschlossen die Aktionäre die Umfirmierung von „Phönix SonnenStrom AG“ in „Phoenix Solar AG“. 2017 meldete Phoenix Solar Insolvenz an.

## Standorte
Seinen Hauptsitz hatte das Unternehmen in Sulzemoos bei Dachau nahe München und war mit Tochtergesellschaften in Spanien, Griechenland, Frankreich, Singapur, Malaysia, Oman und den Vereinigten Staaten von Amerika international vertreten.

## Aktie
Seit dem 18. November 2004 wurde die „Phoenix SonnenAktie“ im Freiverkehr der Börsen München, Frankfurt am Main, Berlin und Stuttgart gehandelt. Mit Beginn von m:access, dem „Qualitätssegment“ an der Börse München, wechselte die Phoenix Solar AG am 1. Juli 2005 in dieses Segment. Am 27. Juni 2006 erfolgte die Aufnahme der Notierung im amtlichen Markt (jetzt: regulierter Markt) der Frankfurter Wertpapierbörse (Prime Standard). Vom 25. März 2008 bis zum 16. September 2011 war der Wert durch die Deutsche Börse im Technologieindex TecDAX gelistet. Vorübergehend wurde sie auch im ÖkoDAX und im Photovoltaik Global 30 Index geführt. Ende März 2015 befanden sich fast 95 % der Aktien im Streubesitz.

## Insolvenz
2018 musste im Februar ein Insolvenzverfahren eröffnet werden, da ein US-Kunde projektbezogene Akkreditive gezogen hatte. Im Oktober gelang dem Insolvenzverwalter der Verkauf eines Solarparks auf Sizilien. Im September 2019 lag der Aktienkurs bei 0,0185 Euro.